# Ван Жуй (шахіст)
Ван Жуй (кит. трад. 王锐, піньїнь: Wang Rui; нар. 18 квітня 1978) – китайський шахіст, гросмейстер від 2009 року.

## Шахова кар'єра
1995 року в Гуарапуаві представляв Китай на чемпіонаті світу серед юніорів до 18 років. 1998 року єдиний раз у своїй кар'єрі виступив у складі національної збірної на шаховій олімпіаді, яка відбулась в Елісті, на якій китайські шахісти посіли 5-те місце. У 1999 році в складі другої збірної країни взяв участь у командній першості Азії. 2000 року поділив 1-ше місце (разом з Ні Хуа) на турнірі за швейцарською системою в Будапешт (обидва показали блискучий результат 8½ очка в 9 партіях). У 2001 році переміг у Тяньцзіні (турнір Tan Lian Ann Cup IM B). 2005 року поділив 1-ше місце (разом з Ван Хао і Юй Шаотеном на зональному турнірі в Пекіні (виконавши водночас першу гросмейстерську норму), однак не кваліфікувався на Кубок Світу 2005. Другу норму виконав 2006 року в Манілі (турнір Gloria M. Arroyo Cup, поділив 4-те місце позаду Чжана Пенсяна, Олександра Оніщука і Віктора Міхалевського, разом з Ні Хуа і Варужаном Акопяном), а третю – у 2008 році в Куала-Лумпурі (поділив 1-ше місце разом з Антоном Філіпповим).
Найвищий рейтинг Ело в кар'єрі мав станом на 1 липня 2000 року, досягнувши 2526 очок займав тоді 12-те місце серед китайських шахістів.

## Зміни рейтингу
| На цьому місці має відображатися графік чи діаграма, однак з технічних причин його відображення наразі вимкнено. Будь ласка, не видаляйте код, який викликає це повідомлення. Розробники вже працюють для того, щоби відновити штатне функціонування цього графіка або діаграми. | |
| | На цьому місці має відображатися графік чи діаграма, однак з технічних причин його відображення наразі вимкнено. Будь ласка, не видаляйте код, який викликає це повідомлення. Розробники вже працюють для того, щоби відновити штатне функціонування цього графіка або діаграми. |